# AGM-84E SLAM
Standoff Land Attack Missile (AGM-84E SLAM) — американська високоточна ракета класу «повітря — поверхня», створена на базі ПКР «Гарпун». Під час її розробки було використано корпус, двигун та бойову частину «Гарпуна». В той же час SLAM оснащено тепловізійною головкою наведення WGU-10/B, яка взята з ракети AGM-65 Maveric та системою передачі даних від керованої авіабомби AGM-62 Walleye. З'явилася можливість коригувати курс польоту ракети за допомогою системи глобального супутникового позиціонування (GPS). Максимальна дальність польоту ракети становить 93 км. ЇЇ розробка почалася в 1986 році, а експлуатаційної готовності ракета досягла в 1990-у.